# Campidoglio (Providence)
Il Campidoglio di Providence, o Rhode Island State House, è la sede esecutiva e legislativa dell'omonimo stato statunitense. Quello attuale è il settimo campidoglio utilizzato dallo Stato, il secondo nella sola Providence. Venne costruito tra il 1895 ed il 1904, ma negli anni novanta del Novecento ha subito importanti modifiche. La sua cupola è la quarta nel mondo per grandezza, preceduta soltanto da quella della Basilica di San Pietro in Vaticano, da quella del Campidoglio del Minnesota e da quella del Taj Mahal.